# 石元春
石元春（1931年2月18日—），男，湖北武汉人，中华人民共和国土壤学家，中国农业大学教授。

## 生平
1953年毕业于北京农业大学农学系，1956年北京农业大学土壤和农业化学系研究生毕业。1991年当选为中国科学院院士（学部委员），1994年选聘为中国工程院院士，同年当选为第三世界科学院院士。1995年5月，中国科学技术协会第四次代表大会召开，并选举产生第四届全国委员会。5月27日，第四届全国委员会第一次会议召开，其被选为常务委员。2001年6月，中国科学技术协会第六次全国代表大会召开，并选举其出任第六届全国委员会荣誉委员。

## 争议

### 学术腐败质疑
2011年9月，中国农业大学教授李季伦、陶益寿、林培、祖康祺、助理研究员田向荣和前京农公司副总经理杨智泉6人实名举报原北京农业大学（现中国农业大学）校长石元春在任期内利用职权窃取他人治理黄淮海盐碱土的成果，当选中国科学院、中国工程院和第三世界科学院院士，骗取国家和省部级多项奖励以及陈嘉庚农业科学奖和何梁何利农业科学奖。9月20日，石元春在中科院主管的《科学时报》上发表题为《事实与真相》的文章，约八千字从12个方面，一一回应实名举报信，为自己正名。时隔数月，由科技部等5家单位组成的调查组对“举报”一事作出正式答复。调查报告指出：举报中所谓“石元春学术腐败第一贪”没有任何依据。